# Emil Christian Hansen
Emil Christian Hansen (Ribe, 8 de maio de 1842 – Copenhague, 27 de agosto de 1909) foi um micologista e fisiologista de fermentação dinamarquês.

## Vida
Natural de Ribe, financiou sua educação escrevendo romances. Ele foi premiado com uma medalha de ouro em 1876 por um ensaio sobre fungi, intitulado De danske Gjødningssvampe. Durante seus dias como um estudante universitário em Copenhagen, ele trabalhou como assistente não remunerado do zoólogo Japetus Steenstrup (1813-1897). Em 1876, com Alfred Jørgensen (1848–1925), ele publicou uma tradução dinamarquesa de "A Viagem do Beagle", de Charles Darwin; Rejse om Jorden. De 1879 a 1909, foi diretor do departamento de fisiologia do Laboratório Carlsberg.
Contratado pelo Laboratório Carlsberg em Copenhagen em 1879, ele se tornou o primeiro a isolar uma célula pura de levedura em 1883 e, após combiná-la com uma solução açucarada, produziu mais levedura do que em um banco de levedura. Foi batizada como Saccharomyces carlsbergensis em homenagem ao laboratório e é a levedura da qual são derivadas, todas as leveduras usadas em cervejas lager. Veja Fermentação, Levedura.
Hansen é a autoridade taxonômica do gênero de fungo Anixiopsis (1897) da família Onygenaceae.

## Literatura
- Claussen, Niels Hjelte Emil Christian Hansen, pp. 161–164 in: Meisen, V. Prominent Danish Scientists through the Ages. University Library of Copenhagen 450th Anniversary. Levin & Munksgaard, Copenhagen (1932)
- Beer in Health and Disease Prevention edited by Victor R. Preedy